# Noël Blank
Pour les articles homonymes, voir Blank.
Pour plus de détails, voir Fiche technique et Distribution.
Noël Blank est un film de Noël québécois de Jean-François Rivard sorti en 2003.

## Synopsis
Ce court-métrage dépeint un des aspects les plus tristes de la vieillesse et de maladies comme l'Alzheimer et la solitude.
Un couple permet à un résident d'un centre d'hébergement de vivre un Noël comme dans ses souvenirs.
Mais lesquels ?

## Fiche technique
- Titre : Noël Blank
- Réalisation et scénario : Jean-François Rivard
- Directeur artistique : Benoît Morin
- Photo : Jean-Pierre Trudel
- Son : Daniel Massé
- Montage : Vicky Daneau
- Producteur : Christiane Ciupka
- Société de production : Locomotion Films
- Pays d'origine : Canada (Québec)
- Format : Couleurs - 1,85:1 - 35 mm
- Langue : Français
- Genre : Drame
- Durée : 24 min.
- Date de sortie : 2003

## Distribution
- Gilles Pelletier : Eddy
- Sylvain Marcel : Denis
- Pascale Desrochers : Diane
- Patrice Dussault: Infirmier